# NGC 1200
NGC 1200 je galaksija u zviježđu Eridan.

## Vanjske poveznice
- SEDS: NGC 1200